# Abdoul Ahad Mbacké
Pour les articles homonymes, voir Mbacké.
Cheikh Abdoul Ahad Mbacké est né en 1914 à Diourbel. Il est le fils de cheikh Ahmadou Bamba, fondateur du mouridisme et de Sokhna Mariama Diakhaté. Il devient le troisième khalife général des mourides en succédant à son frère aîné Serigne Fallou Mbacké en 1968.   
Comme ses prédécesseurs, il a su valoriser des sites : Kabes Gayes, Kade Bolodji, Mbarane Dieng, Bokki Barga, Touba Belel. Il entretenait des liens très étroits avec ses parents. Sous son khalifat, Touba a connu une expansion fulgurante et la cité bénite de Khadimou Rassoul accède aux infrastructures modernes : un hôpital, une gendarmerie, une gare routière, un marché. Il est à l'origine de la décoration à la marocaine et de l'extension de la mosquée qui ont nécessité la somme de 1 milliard 500 millions de francs et d'une bibliothèque qui abrite 170 000 ouvrages et Khassaides et des exemplaires du Coran. C'est à lui qu'on doit la poursuite de l'électrification, l'installation du réseau téléphonique, la mise en œuvre des rocades, l'implantation d'une dizaine de forages parmi lesquels celui de « Aïnou Rahmati », le puits de la miséricorde.
Le somptueux palais dénommé « Résidence Keur Serigne Touba » porte également la marque de Serigne Abdoul Ahad Mbacké pour un coût de 500 millions de francs CFA.
Son programme d'assainissement est surtout marqué par la restructuration du marché "occass" afin de lutter contre la contrebande et de redonner un nouveau code de conduite aux talibés pour rendre à Touba son côté sacré. Son appel destiné aux talibés à avoir chacun une résidence à Touba eut pour seul objectif de faire de la ville une métropole commune.
Cheikh Abdoul Ahad Mbacké décède le 19 juin 1989 à Touba. Il est remplacé par son frère cadet Cheikh Abdou Khadre Mbacké, imam de la grande mosquée de Touba.